# コルガ (小惑星)
コルガ (191 Kolga) は、小惑星帯に位置する、比較的大きくて暗い小惑星の一つ。
1878年9月30日にアメリカ合衆国の天文学者、クリスチャン・H・F・ピーターズによりニューヨーク州クリントンで発見され、北欧神話に登場する海神エーギルの9人の娘の1人の名前にちなんで命名された。
2008年3月に日本で掩蔽が観測された。